# Pensando em Você (canção de Paulinho Moska)
Pensando em Você é um canção de 2003 do cantor brasileiro Paulinho Moska, sendo um dos maiores hits do músico. A música foi gravada no álbum Tudo Novo de Novo.

## Na Mídia
- 2003 - fez parte da trilha-sonora da novela Agora É que São Elas, como tema de Fátima e Vinícius.[2]
- 2006 - a versão em espanhol da música, "Pensando en Ti", interpretada por Jorge Drexler, fez parte da trilha sonora da novela argentina Amor en custodia[3]
- 2008 - Escolhida como a música do fundo musical de um comercial da empresa Vitarella.[4]